# Ferdinando d'Adda
Ferdinando d'Adda, né le 1er septembre 1650 à Milan, en Lombardie et mort le 27 janvier 1719 à Rome, est un cardinal italien.

## Biographie
Ferdinando d'Adda étudie à Bologne et à Padoue et est référendaire au tribunal suprême de la Signature apostolique. Il est élu archevêque titulaire d'Amasea (de) en 1687 et est nonce apostolique en Angleterre auprès du roi Jacques II.
Le pape Alexandre VIII le crée cardinal au consistoire du 13 février 1690. Le cardinal d'Adda est légat apostolique à Ferrare et à Bologne et est préfet de la Congrégation des rites.
Le cardinal d'Adda participe au conclave de 1691, à l'issue duquel Innocent XII est élu et à celui de 1700 (élection de Clément XI).

## Succession apostolique
Ferdinando d'Adda a ordonné les évêques suivants :
- Évêque Bonaventure Giffard (en) (1688)
- Évêque Philip Michael Ellis (en), O.S.B. (1688)
- Évêque James Smith (1688)
- Évêque Francesco Bonesana (it), C.R. (1692)
- Archevêque Marcos de Ostos (it), O. de M. (1692)
- Évêque Teofilo Testa (en), O.F.M. (1692)
- Évêque Emilio Giacomo Cavalieri (it), C.P.O. (1694)
- Évêque Carlo Ottaviano Guasco (it) (1695)
- Évêque Agnello Rossi, O.Carm. (1695)
- Évêque Giovanni Stefano Pastori (1695)
- Évêque Vincenzo della Marra (en), C.R.L. (1695)
- Évêque Daniele Scoppa, O.Carm. (1695)
- Évêque Giuseppe Maria Borgognini (en) (1695)
- Évêque Francesco della Marra (1696)
- Évêque Giacinto Camillo Maradei (it) (1696)
- Cardinal Agostino Cusani (1696)
- Évêque Bernardino Pecci (it) (1710)
- Archevêque Christopher Butler (it) (1711)
- Évêque Dondazio Alessio Malvicini Fontana (1712)
- Archevêque Silvio de' Cavalieri (it) (1712)
- Évêque Alessandro Arrigoni (it) (1713)
- Évêque Carlo Maria Giuseppe Fornari (1713)
- Évêque Genesio Calchi (1714)
- Cardinal Carlo Gaetano Stampa (1718)
- Archevêque Alessandro Maria Litta (1718)
- Évêque Pietro Antonio Pietrasanta, B. (1718)
- Évêque Pietro Grassi (it) (1718)
- Évêque Tommaso Maria Farina, O.P. (1718)